# Goran Stojanović
Pour les articles homonymes, voir Stojanović.
Ne pas confondre avec le gardien de but yougoslave puis allemand Goran Stojanović (en), né en 1966.
Goran Stojanović, né le 24 février 1977 à Bar, est un handballeur monténégrin. Il évolue au poste de gardien de but au El Jaish SC et en équipe nationale du Qatar.

## Carrière
Goran Stojanović appartient à l'école yougoslave des gardiens de but et a notamment évolué pour l'Étoile rouge de Belgrade et le RK Lovćen Cetinje avant de rejoindre en 2004 le club suisse du Grasshopper Zürich.
En 2005, il prend la direction de l'Allemagne au VfL Pfullingen puis la saison suivante au VfL Gummersbach. Avec l'ancienne gloire du handball allemand, vainqueur de 8 coupes d'Europe entre 1967 et 1983, il participe au renouveau du club qui remporte successivement trois nouvelles coupes d'Europe : la Coupe EHF en 2009 et la Coupe des Coupes en 2010 et 2011. En 2011, il rejoint les Rhein-Neckar Löwen où il forme une paire redoutée avec Niklas Landin Jacobsen. Il y remporte Coupe EHF 2012-2013 et termine son passage dans le club de Mannheim par un titre en 2014.
En septembre 2013, il prend la nationalité qatarienne, n'ayant plus disputé de match officiel avec le Monténégro depuis janvier 2010. En 2014, il rejoint le club qatarien du El Jaish SC et, avec l'équipe nationale qatarienne, il remporte le championnat d'Asie puis participe au championnat du monde 2015 au Qatar.

## Palmarès

### En club
- Coupe EHF (2) : 2009, 2013
- Coupe des Coupes (2) : 2010, 2011

### En équipe nationale
Championnats du monde
- médaillé d'argent au Championnat du monde 2015 au  Qatar

Championnat d'Asie
- médaillé d'or au Championnat d'Asie 2014

Jeux olympiques
- 8e place aux Jeux olympiques 2016

## Galerie

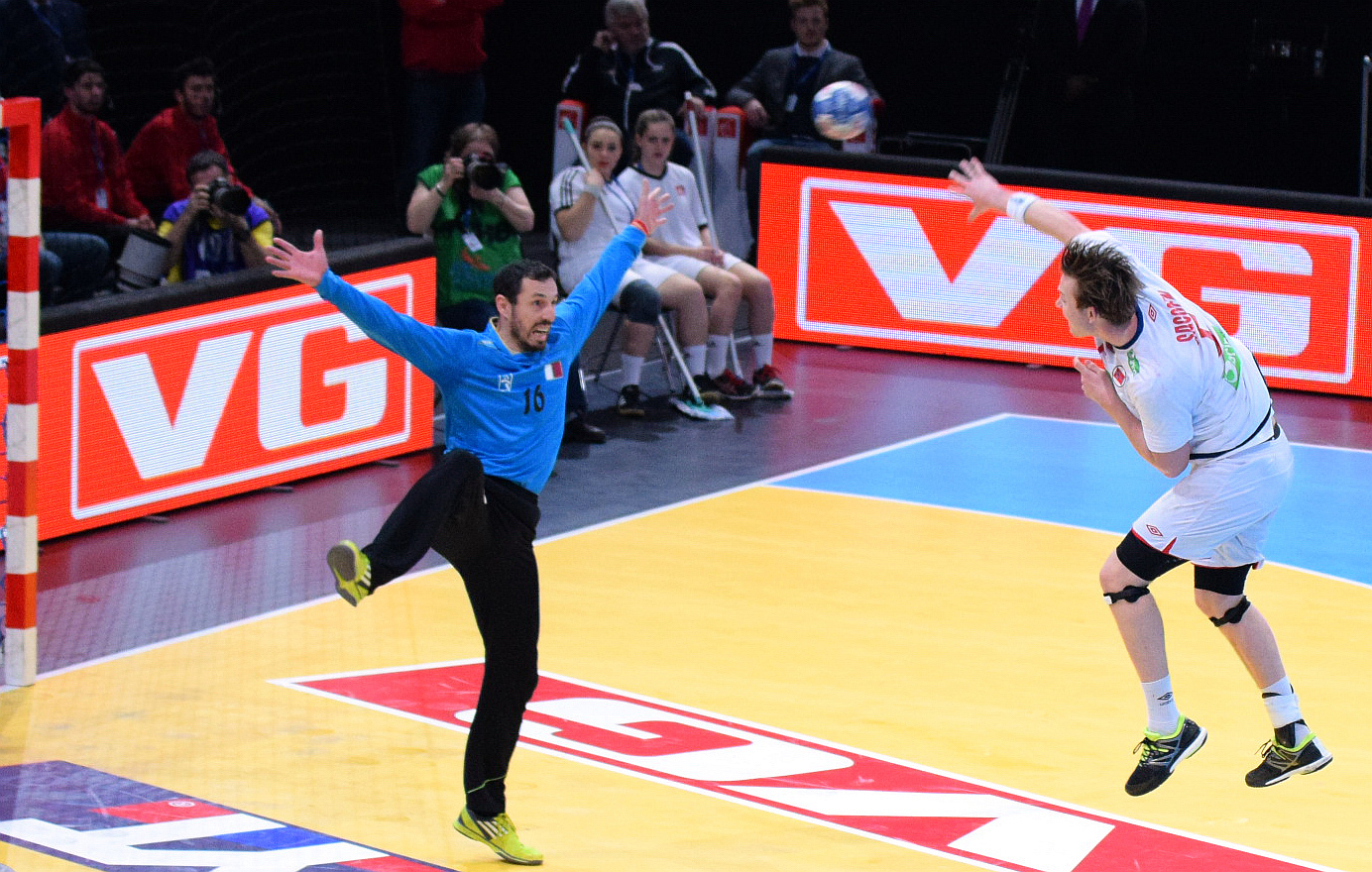
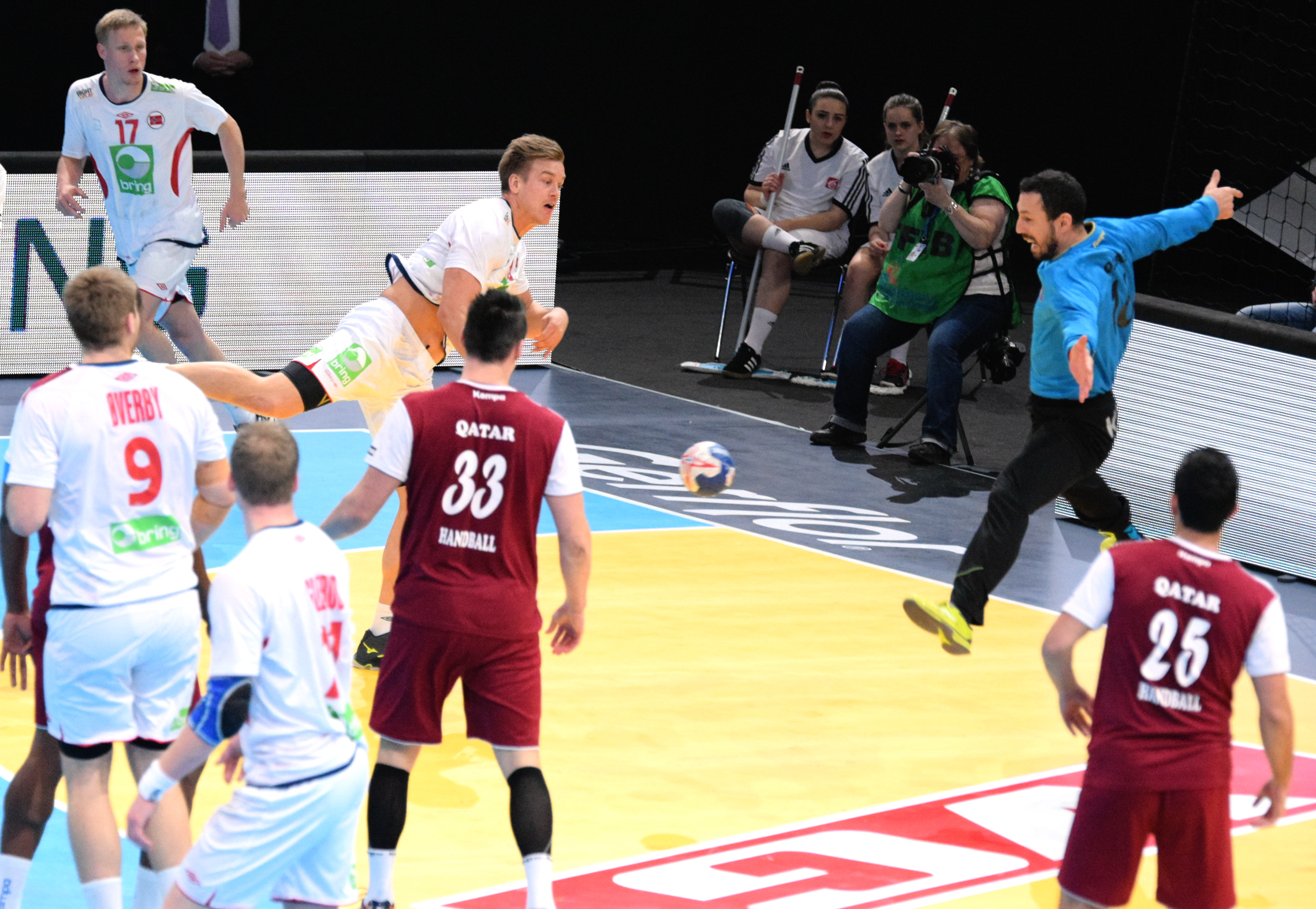
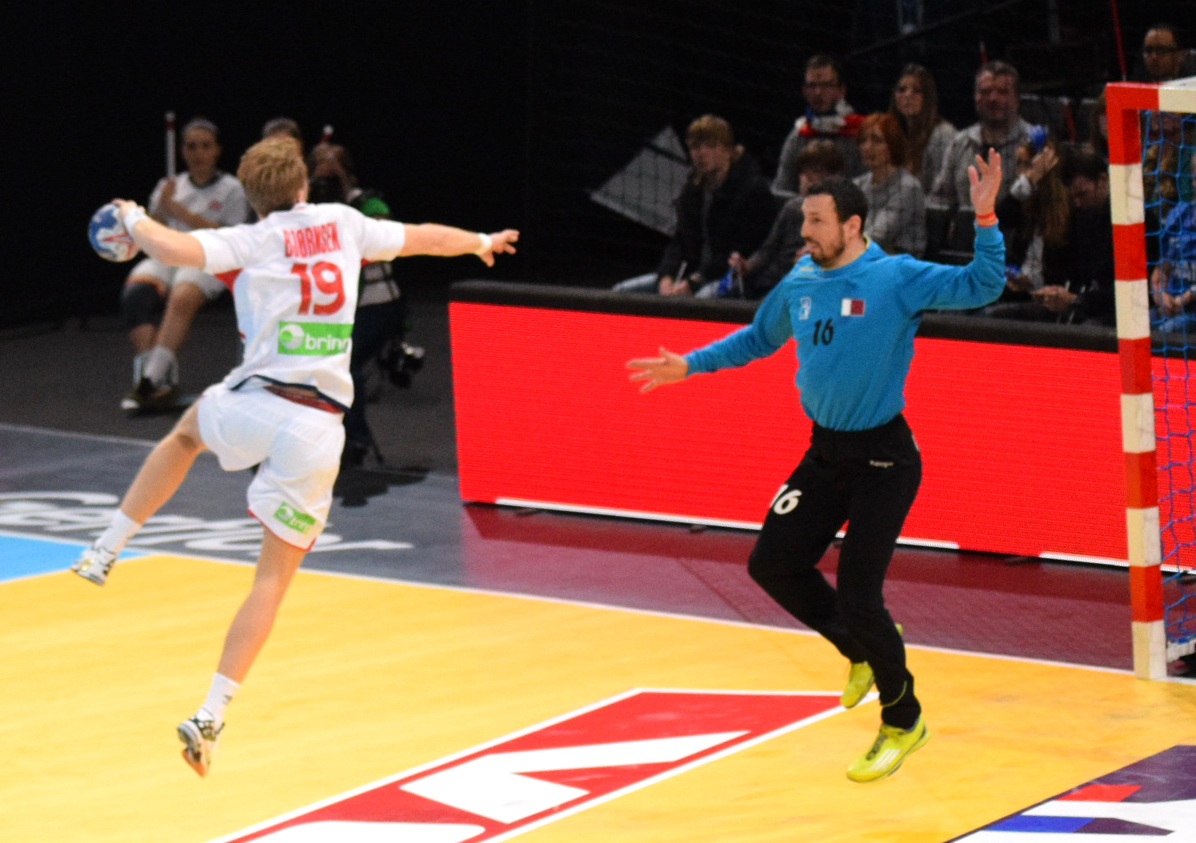
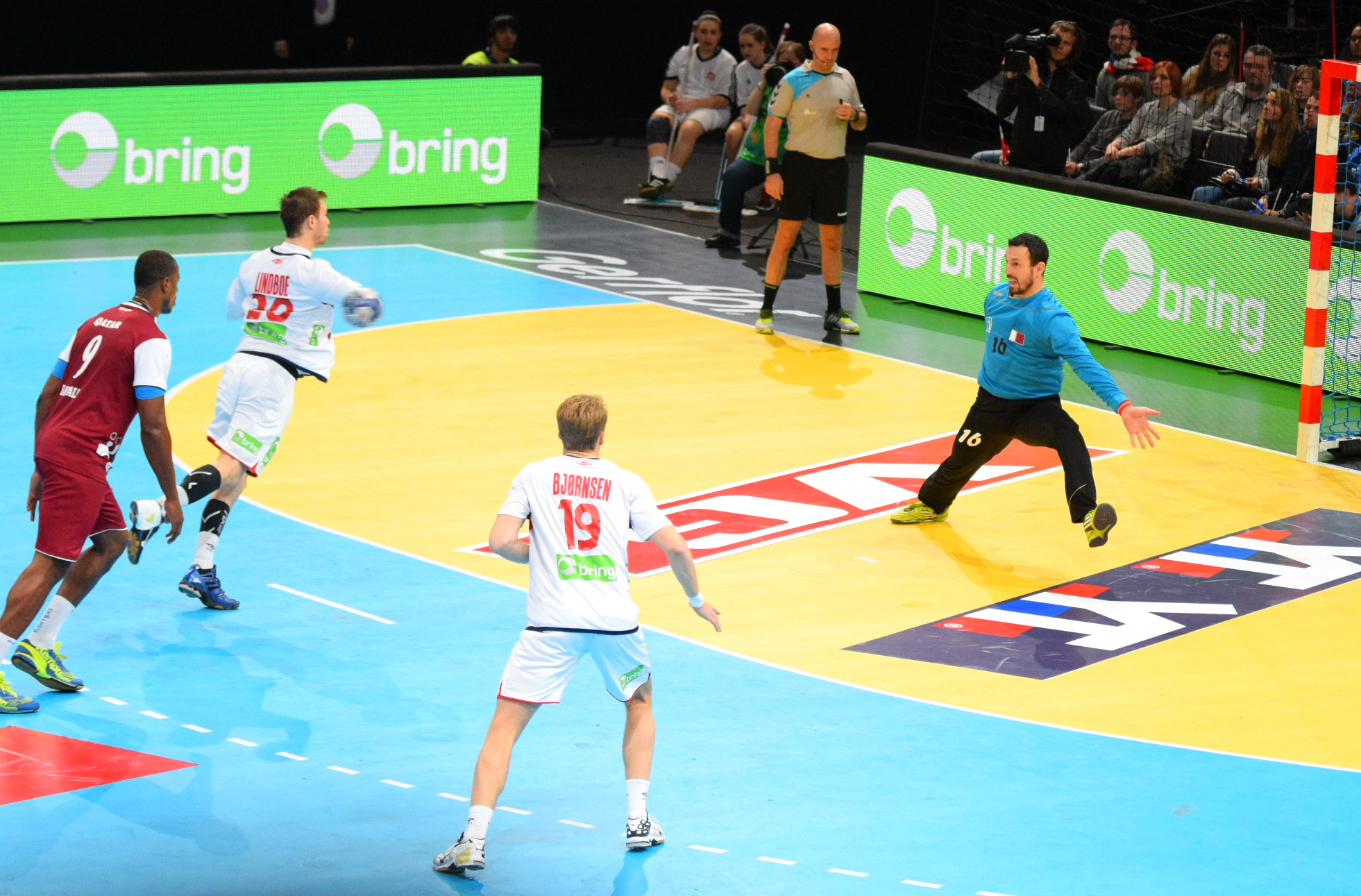
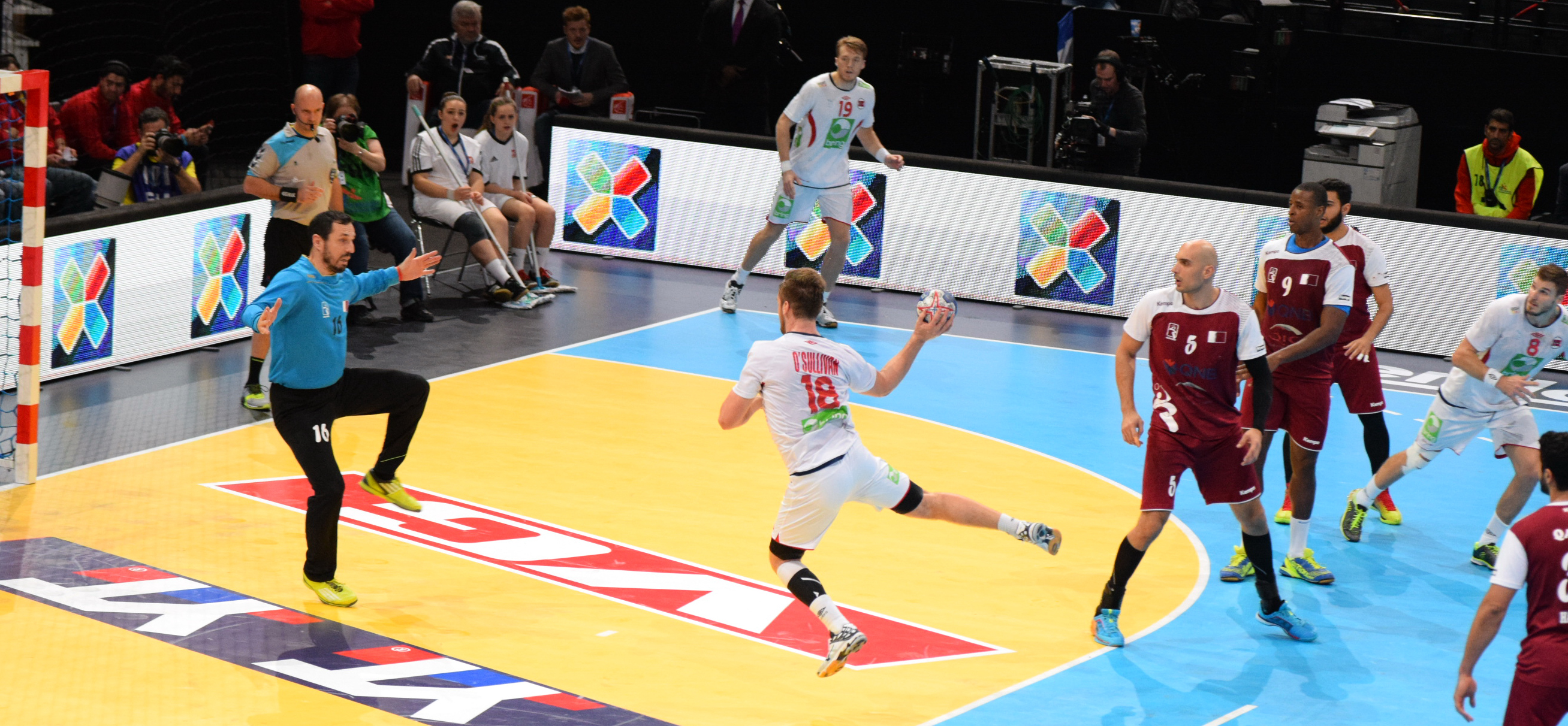
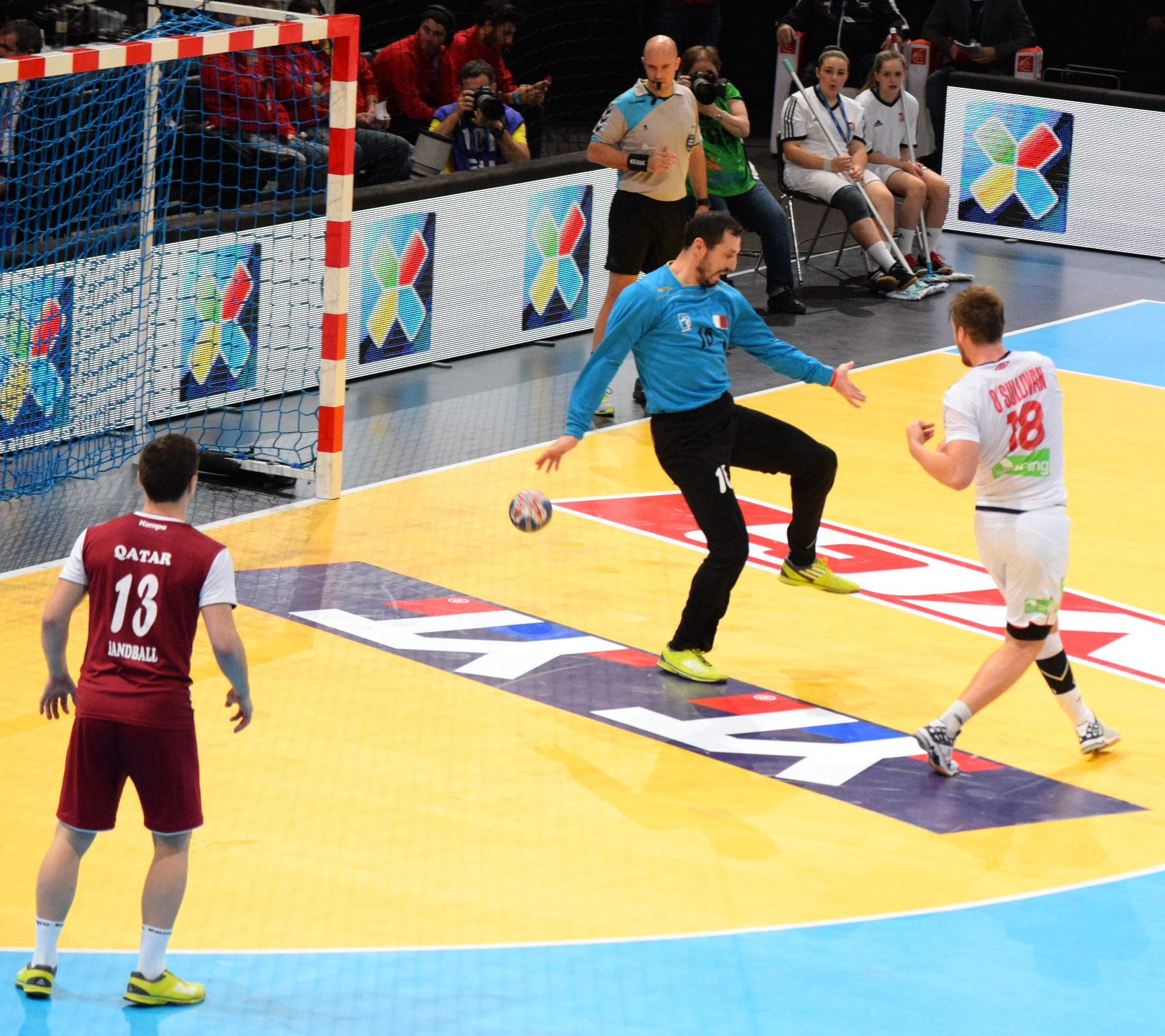